# Joaqo
Joaquín Domínguez (Córdoba, 27 de junio de 1997) conocido artísticamente como Joaqo, es un rapero, cantante y compositor argentino, integrante de la crew Leones con Flow. Es reconocido por sus colaboraciones junto a Paulo Londra y por su carrera en solitario.

## Biografía

### Inicios
Joaqo inició su carrera musical en el freestyle rap a los trece años con su amigo Paulo Londra en las plazas de la ciudad de Córdoba, Argentina. Con el paso del tiempo empezó a realizar composiciones y se alejó de las batallas de rap para centrarse en su carrera como cantante.
En su adolescencia se dedicó también al fútbol, integrando las divisiones inferiores del club Talleres de Córdoba. En 2017 viajó a Colombia a pedido del director técnico Reinaldo Rueda y entrenó con el Atlético Nacional de Medellín durante algunos meses. Allí se reencontró nuevamente con Londra, quien en ese momento grababa sus primeras colaboraciones con el productor colombiano Ovy on the Drums.
Aunque regresó a su país natal a jugar con Talleres en la Liga Cordobesa y más tarde fue fichado por el club Racing de Córdoba, decidió enfocarse en la música y formar la crew Leones con Flow con Londra.

### Leones con Flow y carrera en solitario
En 2018 comenzó a profesionalizarse como cantante y realizó parte de la gira Leones con Flow como telonero. En dicha gira recorrió su país natal con presentaciones en lugares como el Hipódromo de Palermo, el Teatro Gran Rex y el Orfeo Superdomo de Córdoba, además de brindar recitales en otros países como Uruguay y Chile. Un año después estrenó el sencillo «Sola» en colaboración con Lautaro López y Valentín Reigada a través del sello discográfico FIM Records, seguida de «Me tienes» (2020) junto a los cantantes Federico Iván y Rusherking.
En 2020 estrenó dos nuevas producciones: «Yankee», en colaboración con Bizarrap, Smokk, Lit Killah y Big Deiv, y «Mami Yo» con Hot Plug Beats. Inició el año 2021 con el lanzamiento del sencillo «En la playa» al lado de POYØ y Hot Plug Beats, y colaboró con este último dúo de productores en las canciones «Olvidaste», «Tengo todo», «Bailame», «Uberto», «Vigente», «Mi salida» y «Capital».
Tras registrar colaboraciones con Lautaro Rodríguez, Poltamento y 4NALOG, en julio de 2022 publicó el sencillo «Cansado» con Paulo Londra, del que además se grabó un videoclip. Se trata de una canción del género trap producida por Federico Vindver y Hot Plug Beats. A finales de ese año compartió escenario con Londra en un multitudinario concierto en el Parque Las Tejas de Córdoba como presentación del álbum Back to the Game.
En 2023 estrenó su primer EP titulado "Algo Lindo", el mismo incluye 5 canciones siendo "Cómo Estás BB?" su primer corte, una mezcla de balada y trap que muestra su costado más sensible y nostálgico.

## Discografía

### Álbumes y Extended Plays
| Año  | Título     | Notas |
| ---- | ---------- | ----- |
| 2023 | Algo Lindo |       |

### Sencillos
| Año  | Título            | Colaboración                          |
| ---- | ----------------- | ------------------------------------- |
| 2019 | «Sola»            | Lautaro López, Valentín Reigada       |
| 2020 | «Me tienes»       | Federico Iván, Rusherking             |
| 2020 | «Yankee»          | Smokk, Lit Killah, Big Deiv, Bizarrap |
| 2020 | «Mami yo»         | Hot Plug Beats                        |
| 2021 | «En la playa»     | POYØ, Hot Plug Beats                  |
| 2021 | «Anoche»          | G Musik                               |
| 2021 | «Olvidaste»       | Hot Plug Beats                        |
| 2021 | «Tengo todo»      | Hot Plug Beats, Killato               |
| 2021 | «Armani»          |                                       |
| 2021 | «Bailame»         | Kodigo, Hot Plug Beats                |
| 2021 | «Uberto»          | Kodigo, Hot Plug Beats                |
| 2021 | «Vigente»         | POYØ, Hot Plug Beats, Kodigo          |
| 2021 | «Mi salida»       | INicky, Hot Plug Beats                |
| 2021 | «Escapando»       | Federico Iván, Nissa                  |
| 2022 | «Capital»         | Hot Plug Beats                        |
| 2022 | «3 AM»            |                                       |
| 2022 | «Posteo»          | One Sound, 4NALOG, Poltamento         |
| 2022 | «Traje Reggaetón» | Lautaro LR                            |
| 2022 | «Santa»           | 4NALOG                                |
| 2022 | «Facetime»        | Valentín Reigada                      |
| 2022 | «Cansado»         | Paulo Londra                          |
| 2022 | «Mi Name»         | Federico Iván                         |
| 2022 | «Sin reloj»       |                                       |
| 2022 | «Haciéndolo»      | Matt Austin                           |
| 2023 | «La nota»         | Hot Plug Beats                        |
| 2023 | «Mala»            |                                       |
| 2023 | «Partido»         | COQUE                                 |